# Felsenschnäpper
Der Felsenschnäpper (Petroica archboldi) ist eine Singvogelart aus der Familie der Schnäpper (Petroicidae). Sein Verbreitungsgebiet ist auf die Regionen an der Carstensz-Pyramide und am Puncak Trikora in den Oranje Mountains in Zentral-Neuguinea beschränkt.

## Merkmale
Der Felsenschnäpper erreicht eine Größe von 14 cm. Beim Männchen sind der Oberkopf und der Nacken dunkel schiefergrau mit einer rötlich-rosa Tönung. Die Kopfseiten sind schiefergrau. Die Federn an der Basis des Schnabelfirsts und an den Zügeln sind schwarz. An der Stirn befindet sich ein kleiner weißer Flecken. Die Oberseite ist dunkel schiefergrau. Der Bürzel ist etwas heller. Die Oberflügel sind schwarz. Die Armschwingen haben schmale, graue Säume an der distalen Hälfte der Außenfahnen. Die inneren Handschwingen und die äußeren Armschwingen haben weißen Flecke auf den Innenfahnen, die ein Drittel von der Basis des Unterflügels entfernt einen Streifen formen. Der Schwanz ist schwarz. Bei den Steuerfedern ist die basale Hälfte der Außenfahnen und die distale Hälfte der Innenfahnen weiß. Die äußersten Steuerfedern haben große weiße Spitzen. Die anliegenden Steuerfederpaare haben schmale, weiße Spitzen. Kinn und Kehle sind schieferfarben mit einer rötlich-rosa Tönung. Die Brust ist schieferfarben. Die Brustmitte weist einen leuchtend roten Flecken auf, der an den Flanken ins Graue übergeht. Der Bauch ist grau-weiß, die Unterschwanzdecken sind weiß. Die Schenkel sind schieferfarben. Die Iris ist dunkelbraun. Schnabel und Beine sind schwarz. Das Weibchen ähnelt dem Männchen. Es ist jedoch kleiner und blasser. Die rötliche Brustfärbung ist ebenfalls blasser. Bei den immaturen Vögeln ist das Gefieder bräunlich getönt und es fehlt der rote Brustflecken.

## Lautäußerungen
Der Gesang umfasst eine breite Palette von Tönen, die an die Geräusche von Wassertropfen oder von Papageien erinnern. Ferner sind laute „chip“-Töne und raue, scheltende Töne zu hören.

## Lebensraum
Der Felsenschnäpper bewohnt die Ränder von nackten Felshängen und -klippen, Felsbrocken auf Schutthalden sowie Täler zwischen felsiger Tundra oder alpiner Heide. Er kommt oberhalb der Baumgrenze in Höhenlagen zwischen 3850 und 4150 m vor.

## Lebensweise
Der Felsenschnäpper ist überwiegend Bodenbewohner. Seine Nahrung besteht aus Insekten, die er zwischen den Felsen erbeutet. Er sitzt auf einem Felsen, während er die Umgebung absucht. Hat er ein Insekt erspäht, stürzt er sich auf die Beute und kehrt damit zur Sitzwarte zurück. Über sein Fortpflanzungsverhalten liegen kaum Informationen vor. Es gibt nur eine Beobachtung eines Altvogels, der im September einen Jungvogel gefüttert hat.

## Status
Die IUCN listet den Felsenschnäpper in der Kategorie „unzureichende Datenlage“ (data deficient). Aufgrund der hohen Höhenlage sollte sein Lebensraum sicher sein. Eine Gefährdung könnte jedoch gebietsweise vom Bergbau ausgehen. Eine weitere potenzielle Gefährdung stellt die globale Erwärmung dar, die dazu geführt hat, dass die Eisdecke am Puncak Trikora seit einigen Jahrzehnten zurückgeht.

## Etymologie und Forschungsgeschichte
Am 18. September 1938 sammelten  die Expeditionsteilnehmer Richard Archbold (1907–1976), Austin Loomer Rand (1905–1982) und der Mammologe William B. Richardson in einer Höhe von 4100 Metern während der Archbold Expeditions No. 25 am Mount Wilhelm das Typusexemplar, das zur Erstbeschreibung diente. Rand beschrieb es 1940 unter seinem heutigen Namen Petroica archboldi. Das Wort „Petroica“ ist griechischen Ursprungs und setzt sich aus den Worten „petros“ für „Stein“ und „oikos“ für „Behausung, Haus“ zusammen. Das Artepitheton „archboldi“ ehrt den Sponsor der Expedition Richard Archbold.